# Albert Otto Ernst van Limburg Stirum
Mr. Albert Otto Ernst graaf van Limburg Stirum (Groningen, 2 december 1803 – Leiden, 12 september 1858) was een Nederlands burgemeester.

## Biografie
Van Limburg Stirum was een lid van de familie Van Limburg Stirum en een zoon van Otto Ernst Gelder graaf van Limburg Stirum, heer van de Wildenborch (1752-1826) en Maria Albertina von Manell (1772-1850). In 1829 promoveerde hij in de rechten op De consilio parentum ratione nuptiarum a liberis implorando per instrumentum quod a reverentia parentibus debita nomen habet "acte respectueux" waarna hij advocaat werd en rechter-plaatsvervanger bij het vredegerecht te Leiden. Vanaf 1826 was hij lid van de Ridderschap van Friesland. Vanaf 1832 was hij rentmeester van Rijnland.
In 1833 werd hij lid van de gemeenteraad van Leiden, van 1833 tot 1851 tevens wethouder, totdat hij in dat laatste jaar werd benoemd tot burgemeester van Leiden (de eerste na de invoering van de Gemeentewet), hetgeen hij bleef tot zijn overlijden. In de jaren 1840 tot 1843 was hij ook lid van Provinciale Staten van Holland. In 1850 was hij een van de 15 auteurs van het Rapport aan de Provinciale staten van Zuidholland betrekkelijk de gemeentewet. Van 1852 tot 1858 was hij curator van de Leidse universiteit.
In 1830 trouwde hij met Francona Diederica van Halteren (1808-1894) met wie hij acht kinderen kreeg.
Vanaf 1853 was hij kamerheer i.b.d. van koning Willem III. Hij was Ridder in de Orde van de Nederlandse Leeuw en Commandeur in de Orde van de Eikenkroon. Na zijn overlijden wijdde zijn opvolger als burgemeester een levensbericht aan hem.